# Delhy Tejero
Delhy Tejero, seit 1929 verwendet, ursprünglich Adela Tejero Bedate (* 1904 in Toro, Provinz Zamora; † 10. Oktober 1968 in Madrid), war eine spanische Malerin, Zeichnerin und Hochschullehrerin in der Zeit der sogenannten Zwei Spanien.

## Leben
Delhy Tejero wurde als zweite von drei Töchtern geboren, die nach dem frühen Tod ihrer Mutter von ihrem Vater, dem Sekretär des Stadtrats von Toro, aufgezogen und erzogen wurden. Sie erhielt Zeichenunterricht an der Fundación González Allende, einer Einrichtung, die mit der Institución Libre de Enseñanza verbunden war, und veröffentlichte ihre ersten Zeichnungen in El Noticiero de Toro. 1925 schickte ihr Vater sie nach Madrid auf die Schule San Luis de los franceses, wo sie Französisch, Stenografie und Schneidern studierte. Aber schon am Tag nach ihrer Ankunft legte sie ihre Prüfungen für die Kunstgewerbeschule ab. Sie wollte sich auf den Eintritt in die Real Academia de Bellas Artes de San Fernando vorbereiten, was ihr 1926 gelang und wo sie zunächst mit einem staatlichen Stipendium studierte. Sie freundete sich mit Maruja Mallo, Remedios Varo und Francis Bartolozzi an, die sie so charakterisierten:

„Delhy, eine schöne Frau, war etwas extravagant; diejenige, die am meisten durch ihre Kleidung auffiel, die sie selbst anfertigte, sie lackierte ihre Nägel schwarz und bedeckte sich mit einem schwarzen Mantel, der ihr zusammen mit ihren schwarzen Haaren ein mysteriöses Aussehen verlieh, sie rauchte in langen Zigarettenspitzen und änderte ihren Namen von Adela in Delhy, beeinflusst von einem gewissen Exotismus der Zeit und wollte sich so von einer traditionellen Vergangenheit lossagen, die sie erdrückte.“

Als das Ministerium ihr das Stipendium entzog machte sich Tejero wirtschaftlich unabhängig, um in Madrid bleiben zu können und das von ihr gewählte Studium fortzusetzen. Sie bot ihre Zeichnungen und ihre Mitarbeit den Redaktionen mehrerer Zeitschriften an. Damit begann ihre berufliche Laufbahn als Cartoonistin und Illustratorin für Zeitschriften wie Estampa, Crónica, Blanco y Negro, Nuevo Mundo und La Esfera. In den 1960er Jahren veröffentlichte Tejero erneut Illustrationen zu ihren eigenen Geschichten und Erzählungen in Zeitungen wie ABC und YA. Mehrere dieser Geschichte veröffentlichte sie in dem Band Narraciones ilustradas / Ilustraciones narradas.
Ihre wirtschaftliche Unabhängigkeit ermöglichte es ihr, vier Jahre lang in der von María de Maeztu geleiteten Residencia de Señoritas zu leben, wo sie die dort lebenden Intellektuellen und Künstlerinnen kennenlernte, Freundschaften mit Mitbewohnern und deren Familien, wie der Familie von Ramón María del Valle-Inclán, Josefina Carabias oder Marina Romero, schloss und mit neuen künstlerischen Entwicklungen in Berührung kam. Im Oktober 1929 erhielt sie den Titel einer Profesora de Dibujo y Bellas Artes  an der Real Academia de Bellas Artes de San Fernando. In diesem Jahr beschloss sie, ihren Namen Adela in Delhy zu ändern, eine Verkürzung von Adelita, inspiriert von der Hauptstadt Indiens. Im Jahr 1930 erhielt sie einen Anerkennungspreis auf der Exposición Nacional de Bellas Artes. Von Januar bis Juni 1931 studierte sie in Paris und Belgien Techniken der Wandmalerei, und nach ihrer Rückkehr nach Spanien wurde sie zur stellvertretenden Professorin für Wandmalerei an der Academia de Artes y Oficios in Madrid ernannt.
Ihr erstes Atelier befand sich 1932 in der Calle de Miguel Moya in Madrid. In diesem Jahr erhielt sie für ihr Werk Castilla einen dritten Preis in der Kategorie Artes Decorativa bei der Exposición Nacional de Bellas Artes. Im Dezember hatte sie ihre erste Einzelausstellung mit Entwürfen für Wandmalereien, großformatigen Ölgemälden und einer Sammlung von Zeichnungen, bei denen sie experimentelle Techniken wie die Décalcomanie für die Serie Brujas o Duendinas verwendete.
1934 malte sie El mercado de Zamora, ein Werk, das sie auf der Exposición Nacional dedicada al traje regional präsentierte und das hervorragende Kritiken erhielt. Im selben Jahr erhielt sie ein Stipendium der Junta para Ampliación de Estudios und ging nach Paris, um weiter Wandmalerei zu studieren.
Im Jahr 1936 verbrachte sie einen Urlaub in Marokko, musste ihren Aufenthalt aber wegen des Ausbruchs des Bürgerkriegs bis September verlängern. Tejero gelang es, nach Spanien zurückzukehren, aber da es ihr unmöglich war, Madrid zu erreichen, um weiter zu unterrichten, blieb sie in Toro, wo sie an der Sekundarschule Zeichnen unterrichtete. Im Jahr 1937 erhielt sie den Auftrag, Wandgemälde für Kinderkantinen in Salamanca und für das Hotel Condestable in Burgos zu malen. Nach der Fertigstellung der Wandgemälde beantragte sie ein Sondervisum, um nach Florenz zu reisen, wo sie zwei Jahre lang blieb. 1938 kehrte sie nach Paris zurück, wo sie in Kontakt mit dem Surrealismus kam, insbesondere mit Óscar Domínguez und André Breton. Sie belegte einen Kurs in Malerei an der Sorbonne und einen Kurs in Theosophie. Und sie nahm an der Ausstellung Le rêve dans l'art et la littérature zusammen mit Domínguez, Joan Miró, Remedios Varo, Man Ray, Marc Chagall und anderen teil.
Im August 1939 kehrte sie nach Spanien zurück. Sie richtete ein Atelier im Gebäude von La Prensa an der Plaza del Callao in Madrid ein. Sie bemalte die Decken des im Erdgeschoss des Gebäudes befindlichen Kinos. Im Rahmen der Depuración franquista del magisterio español, einer franquistischen Säuberungsaktion, wurde gegen Tejero ein berufliches Ausschlussverfahren eingeleitet, weil sie während der Kriegsjahre ihren Unterricht vernachlässigt habe. Obwohl sie nachweisen konnte, dass ihr dies aufgrund ihrer Abwesenheit aus Spanien nicht möglich war, entschied das Bildungsministerium, ihren Lehrstuhl für Wandmalerei zu streichen.
Im Jahr 1943 erhielt sie einen dritten Preis in der Kategorie Pintura bei der Exposición Nacional de Bellas Artes. Im selben Jahr starb ihr Vater. Danach begann eine religiös-mystizistische Phase in ihrem Schaffen, von ihr selbst als ihr segundo misticismo bezeichnet, in der ihr Werk seinen innovativen Charakter verlor, obwohl alle erworbenen Kenntnisse latent vorhanden waren. In dieser Phase zerstörte sie die in Paris entstandenen Werke.
1947, nach der von der spanischen Regierung organisierten Gruppenausstellung in Buenos Aires, gibt sie die mystische Linie allmählich wieder auf. Die Figuren kehrten in ihr Werk zurück, verschmolzen jedoch miteinander. Im Jahr 1948 gewann sie einen von der Stadtverwaltung von Zamora ausgeschriebenen Wettbewerb mit ihrem Wandbildprojekt El amanecer jurídico zamorano („Die juristische Morgendämmerung von Zamora“).
In den 1950er Jahren entdeckte sie die abstrakte Kunst. 1953 nahm sie als einzige Frau an der ersten Ausstellung für abstrakte Kunst in Santander teil. Die nächste Ausstellung war eine Gruppenausstellung in Havanna im Jahr 1954. Ihre letzte, eine Einzelausstellung, fand in den Sälen der Dirección General de Bellas Artes statt. Im Jahr 1959 erlitt sie einen Herzinfarkt. In den folgenden Jahren malte sie im Auftrag weitere Wandbilder. Eine Reise nach Paris brachte sie zu der Überzeugung, dass der Surrealismus tot sei. Auch als sich ihre Krankheit verschlimmerte, malte und illustrierte sie weiter, bis sie 1968 in Madrid an Angina pectoris starb.

## Nachleben
Im Jahr 2005 fand im Museo de Arte Contemporáneo in Madrid die Ausstellung Delhy Tejero, ilustradora statt, in der man ihre Genrebilder sehen konnte, darunter die Trachten der wohlhabenden Frauen von Zamora oder die hügelige Landschaft Kastiliens.
Am 23. Februar 2019 verlieh der Stadtrat von Toro Delhy Tejero in einer außerordentlichen und feierlichen Sitzung den Titel Hijo predilecto o adoptivo de Toro.
Im Jahr 2019 war ihr Werk Teil der Ausstellung Dibujantas, pioneras de la Ilustración im Museo ABC in Madrid.